# Complesso di superammassi dei Pesci-Balena

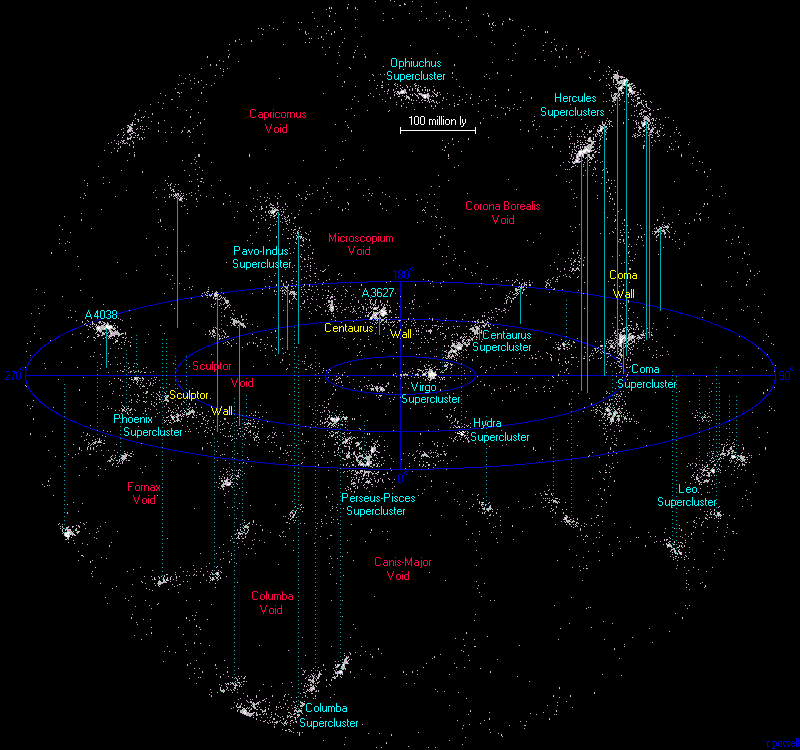
Mappa dei superammassi che costituiscono il complesso di superammassi dei Pesci-Balena.

Il Complesso di superammassi dei Pesci-Balena (o Filamento dei Pesci-Balena) è l'insieme, o filamento, di superammassi di galassie che include il Superammasso Laniakea, dove si trova il Superammasso della Vergine, nel quale è compreso il Gruppo Locale con la Via Lattea e, di conseguenza, il sistema solare.
È adiacente al Filamento di Perseo-Pegaso.

## Scoperta
L'astronomo R. Brent Tully dell'Istituto di Astronomia dell'Università delle Hawaii ha identificato il complesso di superammassi nel 1987.

## Estensione e struttura
Il complesso di superammassi dei Pesci-Balena ha una lunghezza stimata di circa 1 miliardo di anni luce e una larghezza di 150 milioni di anni luce. È una delle più grandi strutture identificate dell'universo osservabile, superato però in lunghezza dai 10 miliardi di anni luce della Grande muraglia di Ercole, dai 5,6 miliardi di anni luce del Giant GRB Ring, dai 4 miliardi di anni luce dello Huge-LQG, dai 2,5 miliardi di anni luce di U1.11, dai 2,5 miliardi di anni luce di Clowes-Campusano LQG e dagli 1,37 miliardi di anni luce della grande muraglia di Sloan.
Il complesso comprende circa 60 tra ammassi e superammassi ed ha una massa totale stimata di 1018 M☉. Secondo lo scopritore, il complesso è formato da 5 parti:
1. Il Superammasso dei Pesci-Balena, che dà il nome al complesso
2. La Catena Perseo-Pegaso, che include il Superammasso di Perseo-Pegaso A
3. La Catena Pegaso-Pesci, che include il Superammasso di Pegaso-Pesci e il Superammasso di Pegaso-Pesci B
4. La Regione dello Scultore, che include il Superammasso dello Scultore e il Superammasso di Ercole
5. Il Superammasso Laniakea, che è formato dal Superammasso dell'Idra-Centauro, dal Superammasso Pavo-Indo, dal Muro della Fornace e dal nostro Superammasso della Vergine, dove è localizzato il Gruppo Locale, che a sua volta include la Via Lattea.[4]

Con una massa di 1015 M☉, il nostro Superammasso della Vergine rappresenta solo lo 0,1% della massa totale del complesso di superammassi dei Pesci-Balena.